# 想和你去吹吹風
《想和你去吹吹風》是香港歌手張學友的第十張國語唱片，於1997年9月發行。專輯同名主打《想和你去吹吹風》已成為華語樂壇的經典國語歌曲，張學友亦憑藉此專輯成為第一位獲得金曲獎最佳國語男歌手的非中華民國國籍音樂人士。

## 介紹
自1991年起，張學友逐漸成為華語流行音樂專輯銷售量最高的男歌手之一，甚至被譽為1990年代專輯銷售量最高的華語男歌手。而在1990年代中後期開始，張學友不斷在自己專輯的歌曲中嘗試各種不同的曲風，先後決定暫時退出電影圈，並製作音樂劇《雪狼湖》等驚人之舉。《想和你去吹吹風》推出後，張學友表示其後一年僅會個別推出一張粵語專輯與一張國語專輯，以便確保唱片的製作品質。
《想和你去吹吹風》即是在這種境遇下製作完成的，主打歌《想和你去吹吹風》在整個大中華地區以及海外大熱，張學友以及數碼通請來香港知名導演許鞍華作為MV錄影帶的導演，進而拍攝成一部非常高品質的商業廣告——《真的承諾之光影歲月》，片中資深電影人張同祖亦友情演出，歌曲時至今日已經與周潤發的《真的承諾之壯志柔情》，梁朝偉的《真的承諾之浪子情深》共同成為商業廣告歌的經典。
其他受歌迷歡迎的歌曲有《三天兩夜》、《台北不是傷心地》、《紐約的司機駕著北京的夢》等。

## 影響
張學友憑藉此張唱片摘得台灣金曲獎的最佳國語男歌手獎，亦是歷史上第一個非中華民國國籍的獲獎人，成為這一個在台灣最具有影響力的獎項改革后的第一個受益人。金曲獎的改革亦被認為是因為張學友等香港歌手在台灣的影響力日益增大所導致。早於1993年，張學友推出創紀錄銷量的國語唱片《吻別》開始，金曲獎最佳國語男歌手的國籍限制在當時就有爭議。接著推出的大碟《祝福》、《真愛新曲＋精選》、《擁友》及《忘記你我做不到》無一例外地成為台灣的年度銷量冠軍。此時身為金曲獎主管部門的中華民國行政院，終於順應形勢做出了在國籍規則上的改革。

## 曲目
| 曲序     | 曲目                   |          | 作曲     | 编曲        | 製作人   | 备注                                   | 时长  |
| -------- | ---------------------- | -------- | -------- | ----------- | -------- | -------------------------------------- | ----- |
| 1.       | 想和你去吹吹風         | 娃娃     | 葉良俊   | 吳慶隆      | 林明陽   | 第一主打 數碼通流動通訊廣告歌          | 4:52  |
| 2.       | 三天兩夜               | 許常德   | 葉良俊   | 吳慶隆      | 林明陽   | 第二主打                               | 4:41  |
| 3.       | 自由                   | 林明陽   | 林明陽   | 鍾興民      | 林明陽   |                                        | 3:47  |
| 4.       | 台北不是傷心地         | 林明陽   | 瀧澤玖健 | 鍾興民      | 林明陽   | 華視電視劇《台灣靈異事件》第八版主題曲 | 4:41  |
| 5.       | 火花                   | 姚若龍   | 陳曉娟   | 趙增熹      | 林明陽   |                                        | 4:59  |
| 6.       | 隱形眼鏡               | 梁文福   | 梁文福   | Terence Teo | 林明陽   |                                        | 4:58  |
| 7.       | 紐約的司機駕著北京的夢 | 古倩敏   | 古倩敏   | Martin Tang | 歐丁玉   | 第三主打                               | 4:41  |
| 8.       | 演                     | 林雨     | 洪堯斌   | Sydney Tan  | 歐丁玉   |                                        | 3:40  |
| 9.       | 毛衣                   | 徐世珍   | 戚小戀   | 鍾興民      | 林明陽   |                                        | 4:24  |
| 10.      | 甚麼世界               | 鄔裕康   | 凌偉文   | 屠穎        | 林明陽   |                                        | 4:34  |
| 总时长： | 总时长：               | 总时长： | 总时长： | 总时长：    | 总时长： | 总时长：                               | 45:23 |

## 獎項
- 1997年度十大中文金曲頒獎典禮

- 「優秀國語歌曲獎」銀獎 ----《想和你去吹吹風》

- 第9屆金曲獎
  - 流行音樂作品類「最佳國語男演唱人獎」----《想和你去吹吹風》